# Xtext
Xtext es un entorno de código abierto para el desarrollo de lenguajes de programación y lenguajes específicos de dominio (DSL). Xtext genera un analizador sintáctico, un modelo de clases para el árbol de sintaxis abstracta y un completo y personalizable IDE basado en Eclipse.
Xtext se está desarrollando en el proyecto Eclipse como parte del proyecto Eclipse Modeling Framework y está disponible bajo la Licencia Pública Eclipse.

## Funcionalidad
Para especificar un lenguaje, un usuario tiene que escribir una gramática en el lenguaje de la gramática Xtext.
Ofrece una serie de características que facilitan la programación como:
- Resaltado de sintaxis.
- Autocompletado.
- Validación rápida de la sintaxis.
- Integración avanzada con Java.
- Integración con otras herramientas de Eclipse.

## Historia
La primera versión de Xtext fue publicado en 2006 en el proyecto openArchitectureWare. La última versión lanzada dentro de este proyecto fue 4.3. Desde principios de 2008, se desarrolla Xtext bajo Eclipse en el Eclipse Modeling Project. Junto a la publicación simultánea anual de Eclipse, Xtext lanzó la versión 0.7.0 (junio de 2009), 1.0 (junio de 2010), 2.0 (junio de 2011), 2.3 (junio de 2012) y 2.5 (diciembre de 2013). El entorno es desarrollado principalmente por la empresa alemana itemis.

## Comunidad
Xtext está respaldado por una gran comunidad detrás del proyecto, al cual apoyan ofreciendo respuestas a dudas que se les planteen a los desarrolladores que hagan uso de él. A la hora de elegir lenguaje para realizar un proyecto, este puede ser un factor bastante importante, para así facilitar la resolución de posibles problemas que puedan surgir.